# La Métropole
La Métropole was een Belgisch Franstalig katholieke krant die in Vlaanderen verscheen.

## Historiek

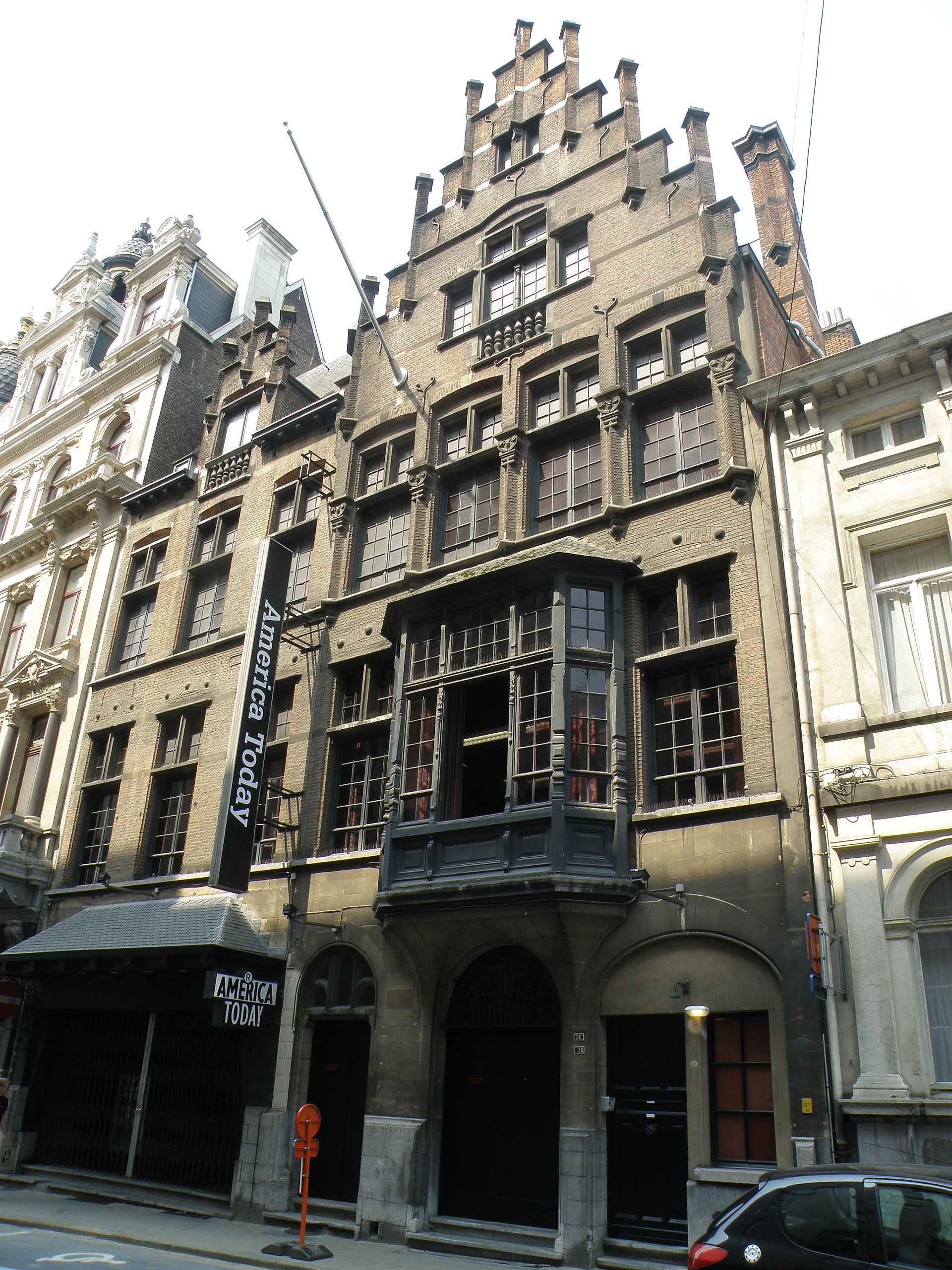
De voormalige directeurswoning van de krant in de Kipdorpvest te Antwerpen. Het gebouw in neo-Vlaamse-renaissance-stijl werd ontworpen door architect Frans Van Dijk (1902).

De eerste editie verscheen op 27 juni 1894 en werd gedrukt te Antwerpen ter opvolging van L'Escaut (dat nog tot november 1904 zou verschijnen). De krant werd uitgegeven door de 'Société des Publications Anversoises' van onder andere Louis de Bergeyck, Oscar le Grelle en Philippe Moretus de Boechout en was gericht op de Franstalige burgerij in Vlaanderen. Hoewel het aanvankelijk de bedoeling was de katholiek-conservatieve politieke standpunten te verdedigen, kreeg de economische en financiële informatie de bovenhand.
In 1906 kwam de krant in handen van August Van Nylen (van 'Imprimerie du Centre') en werd de krant La Presse overgenomen. De dichter Jan van Nijlen heeft vanaf 1906 enige jaren op de (kunst)redactie gewerkt. 
Tijdens de Eerste Wereldoorlog verscheen La Métropole vanuit Londen. Na de oorlog werd Charles Decerf hoofdredacteur van de krant en tijdens de Duitse inval in 1940 aan het begin van de Tweede Wereldoorlog werd de publicatie gestaakt. Na de bevrijding werd Le Bien Public overgenomen en op 29 december 1944 werden de gebouwen van de krant vernield door de inslag van een vliegende bom waarbij het archief van de krant grotendeels verloren ging.
Na het overlijden van Decerf in 1951 volgde Michel van der Straten-Waillet hem op als hoofdredacteur. In 1965 volgde de fusie van 'La Nouvelle Presse anversoise' (uitgever van La Métropole) met 'Belge d'Edition' (uitgever van de liberale kranten La Flandre Libérale en Le Matin) tot 'Belge d'Edition, de Diffusion et de Publicité'. Vanaf 1 januari 1966 werden de kranten samengevoegd tot respectievelijk La Flandre Libérale-La Métropole (Gent) en Le Matin-La Métropole (Antwerpen) en werden ze eigendom van Groupe Rossel, uitgever van onder andere Le Soir.
De laatste editie van Le Matin-La Métropole verscheen op 3 juni 1974 en de laatste editie van La Flandre Libérale-La Métropole op 30 juni 1974.

## Structuur
De kantoren waren gevestigd in de Leysstraat 19 te Antwerpen in een gebouw in neo-Vlaamse-renaissance-stijl ontworpen door architect Frans Van Dijk in 1901. De uitgeverij bevond zich in het bouwblok gevormd door de Leysstraat, Jezusstraat en de Kipdorpvest. Voorts bestond het complex uit een directeurswoning en kantoorgebouw in de Kipdorpvest en een garage in de Jezusstraat.

### Hoofdredacteurs
| Tijdspanne  | Hoofdredacteur                 |
| ----------- | ------------------------------ |
| ...         |                                |
| 1906 - 1918 | August Van Nylen               |
| 1918 - 1951 | Charles Decerf                 |
| 1951 - ?    | Michel van der Straten-Waillet |

## Bekende (ex-)medewerkers
- Jules Claes
- Louis de Bergeyck
- Charles Decerf
- Felix de Roy
- Jan Frans de Vil

- Jos Joerg
- Oscar le Grelle
- Philippe Moretus de Boechout
- Léon van der Slijen

- Michel van der Straten-Waillet
- August Van Nylen
- Jan van Nijlen
- Edmond van Offel